# François Voyez
François Voyez dit « le jeune », né en 1746 et mort en 1805, est un graveur français.

## Biographie
François Voyez naît en 1746 à Abbeville. Il est le frère d'autres graveurs, Nicolas-Joseph Voyez l’aîné (1742-1806), son aîné, et Nicolas Voyez le Jeune né en 1774, son benjamin.
D'abord élève de Jacques Aliamet (Abbeville 1726 - 1788) avec lequel il grave surtout des scènes galantes, il devient l'élève du graveur parisien Beauvarlet (1731 - 1797) en compagnie de ses frères.
Malgré l'importance de sa production, on ne possède sur lui aucun détail biographique. De même, son héritage artistique, un siècle après sa mort, n'est pas reconnu, Roger Portalis et Henri Beraldi signalant qu'il est l'auteur de « nombreux portraits qui, tous ensemble, ne valent certainement pas l'honneur d'être cités ».
Il meurt à Paris en 1805 à 59 ans.

## Œuvre

### Œuvres
Son œuvre est surtout tournée vers le portrait et la représentation de scènes galantes.
- Le fruit de l'amour secret, d’après Baudouin ;
- Madame de *** en flore, d’après Nattier ;
- Les amusements dangereux, d’après Jacques-Louis-François Touzé ;
- Tableau magique de Zémire et Azor, d’après Jacques-Louis-François Touzé ;
- La fille grondée, d’après Greuze ;
- La marchande de carpes, d’après Krauss ;
- La marchande de plaisirs, d’après Krauss ;
- La lavandière, d’après Louis de Boullogne ;
- L'amant regretté, d’après Davesne ;
- L'instant favorable, d’après Freudeberg ;
- Le gage de la fidélité, d’après Freudeberg ;
- La coquette Sophie, d’après Davesne ;
- Les amusements dangereux, d’après Jacques-Louis-François Touzé.

Liste établie d'après Portalis

### Galerie
- Portraits de constituants pour la collection de Déjabin[4]

Portraits de constituants pour la collection de Déjabin
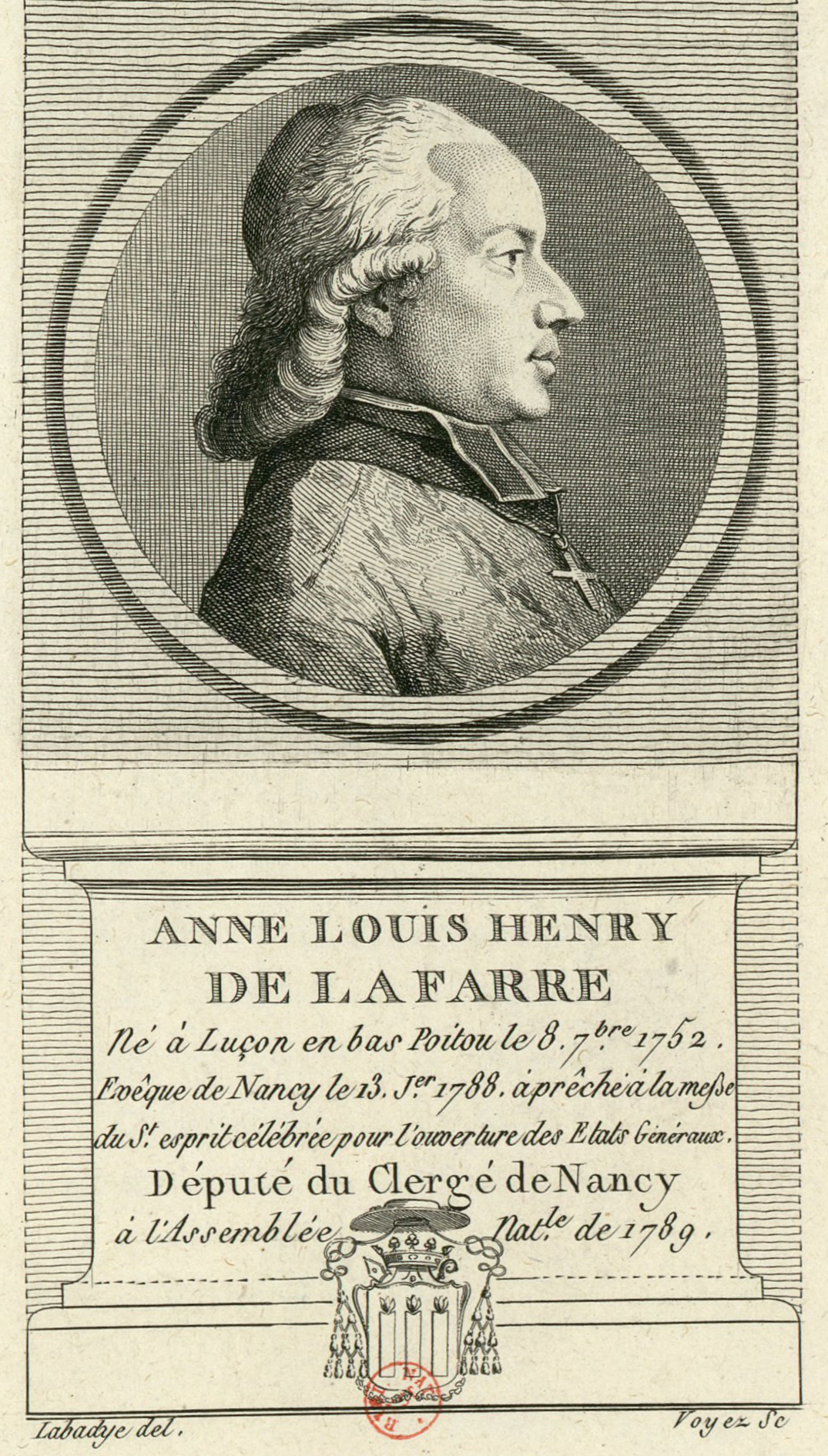
Anne-Louis-Henri de La Fare (1752-1829), eau-forte, entre le 1789 et le 1791, collection Déjabin, Versailles, châteaux de Versailles et de Trianon.
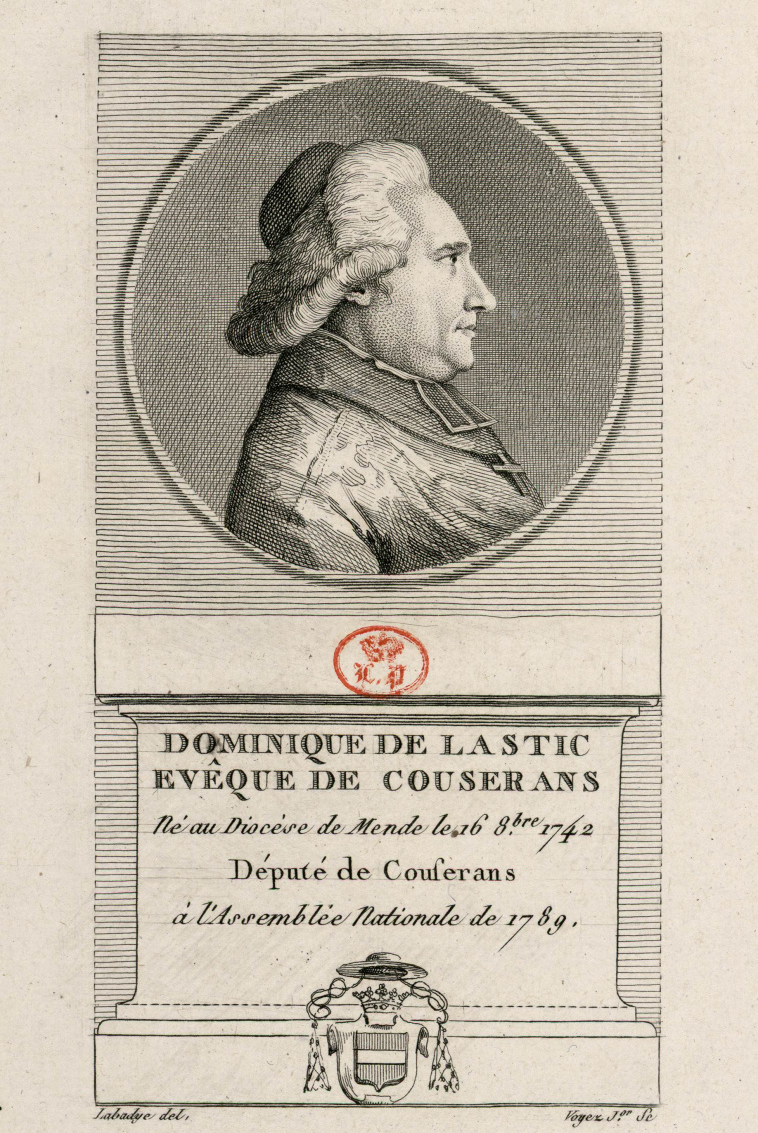
Dominique de Lastic de Fournels (1742-1795), eau-forte, fin du XVIIIe siècle, collection Déjabin, Versailles, châteaux de Versailles et de Trianon.
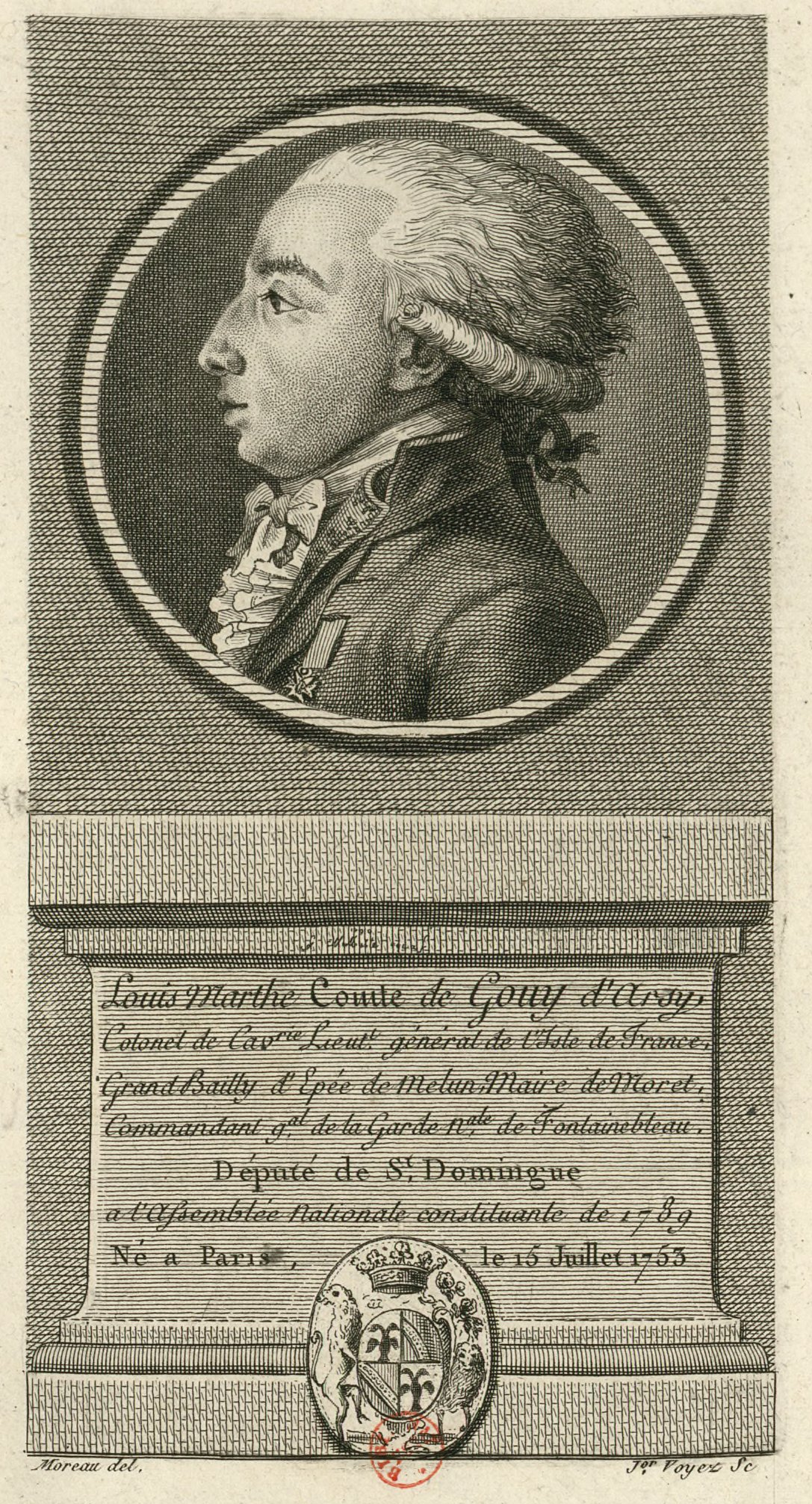
Louis-Marthe de Gouy d'Arsy (1753-1794), eau-forte, entre le 1789 et le 1791, collection Déjabin, Versailles, châteaux de Versailles et de Trianon.

Scènes diverses
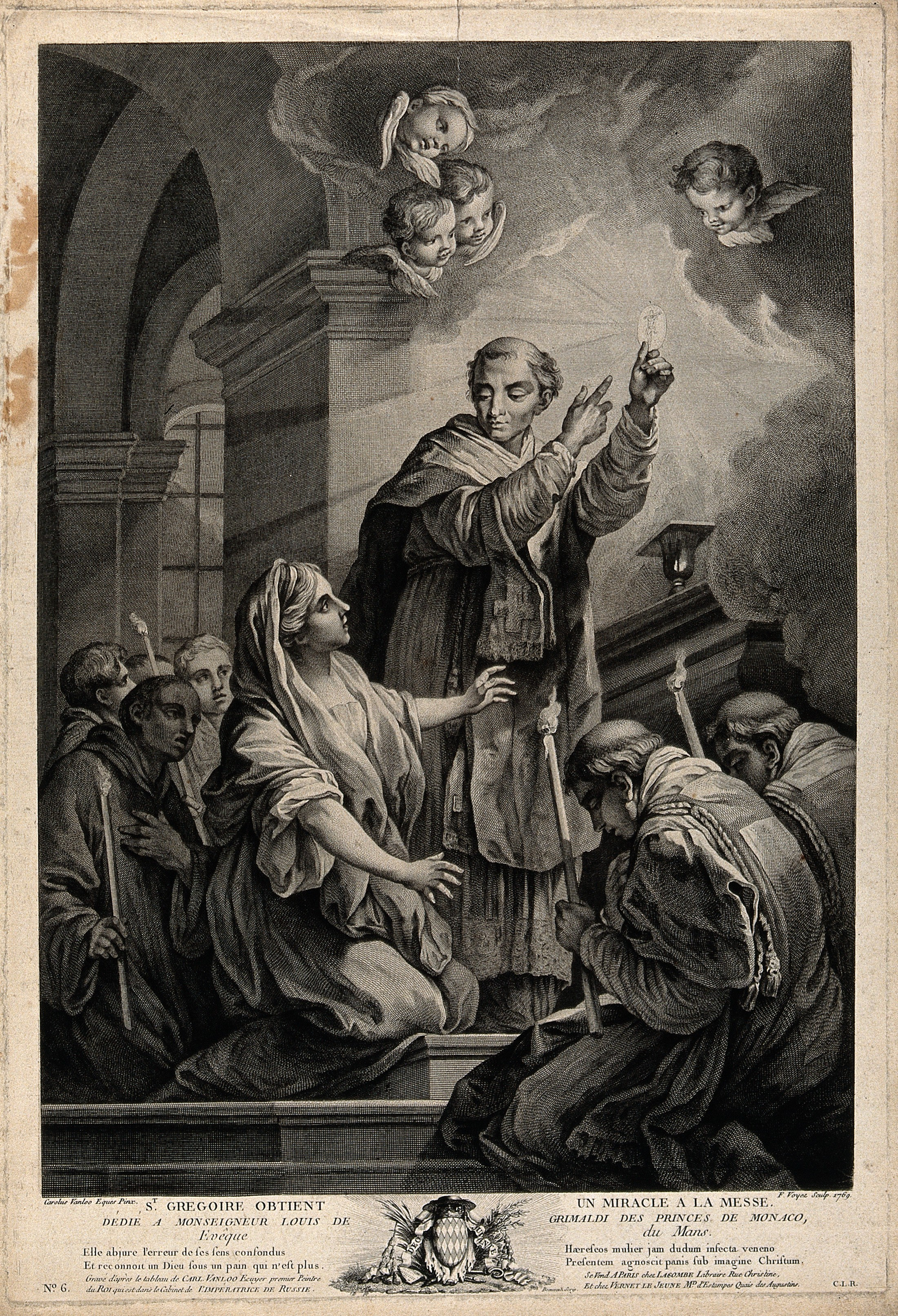
Saint Grégoire obtient un miracle à la messe (D’après Charles André van Loo), 1769.
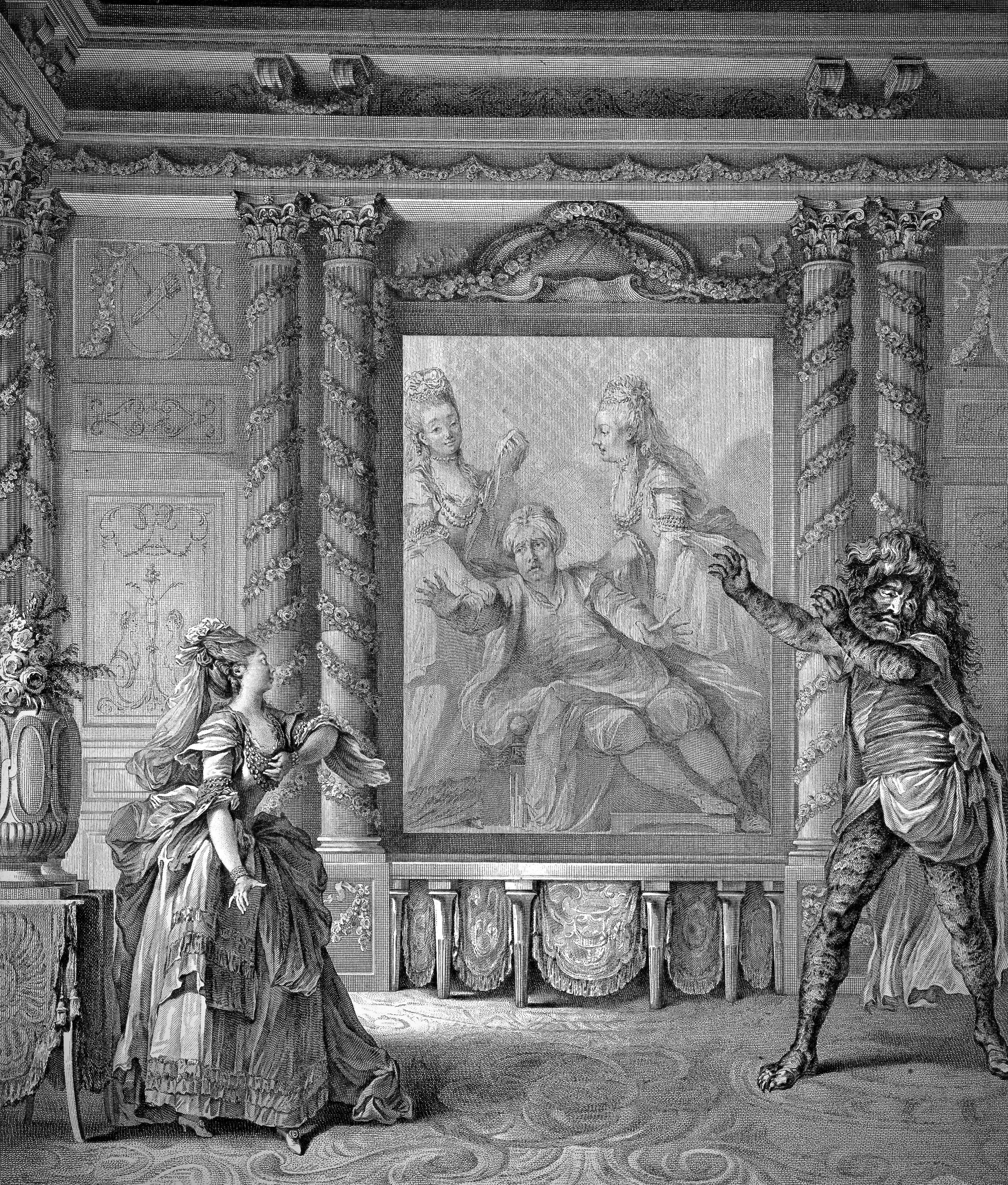
Tableau magique de Zémire et Azor, Dédié à Madame la Dauphine Par son trés humble et très obéissant Serviteur Touzé randlos (d'après Jacques-Louis-François Touzé), 1772.

### Sources
- (de) dnb, « François Voyez », sur portal.dnb.de.
- bnf, « Voyez, François (1746-1805) », sur catalogue.bnf.fr.
- idref, « Voyez, François (1746-1805) », sur idref.fr.
- Roger Portalis et Henri Béraldi, Les graveurs du dix-huitième siècle, Paris, D. Morgand et C. Fatout, 1880 (lire en ligne).
- Jules Renouvier et Anatole de Montaiglon, Histoire de l'art pendant la Révolution : 1789-1804, Genève, Slatkine Reprint, 1996 (ISBN 2051013691, EAN 9782051013697, lire en ligne).